# Camp elèctric
En física, el camp elèctric és el camp vectorial associat a la força electroestàtica i és el responsable de les forces que actuen sobre objectes carregats elèctricament. El camp elèctric en un punt de l'espai és igual a la força que actua sobre una càrrega puntual immòbil situada en aquest punt per unitat de càrrega. El concepte de camp elèctric va ser introduït per Michael Faraday.
El camp elèctric és un vector que en unitats del SI, s'expressa en newton per coulomb (N C-1) o, de manera equivalent, en volt per metre (V m-1). Els camps elèctrics es creen al voltant de qualsevol càrrega elèctrica. El sentit i direcció de les línies del camp en un punt donat de l'espai es defineixen com el sentit de la força que s'exerciria sobre una càrrega positiva de prova situada en aquell punt. Els camps elèctrics contenen energia elèctrica amb una densitat d'energia que és proporcional al quadrat de la intensitat del camp.
En el cas que l'objecte carregat elèctricament que produeix el camp elèctric tingui velocitat constant, el camp elèctric va acompanyat d'un camp magnètic. En el cas que la velocitat no sigui constant, sinó que presenti un moviment accelerat, es parla de camp electromagnètic. En general els camps elèctrics i magnètics no són fenòmens separats; en funció del punt de referència, allà on un observador aprecia un camp elèctric, un altre observarà un camp magnètic i un tercer una barreja de tots dos. En mecànica quàntica, les alteracions dels camps electromagnètics són anomenades fotons, i la seva energia és un quàntum.

## Definició electroestàtica
El camp elèctric es defineix com la força elèctrica per unitat de càrrega. La direcció i el sentit del camp es pren de la direcció i el sentit que la força exerciria sobre una càrrega de prova positiva. Segons això el camp elèctric generat per una càrrega positiva és radial i cap enfora mentre que per una de negativa és radial i cap endins.
El camp elèctric es defineix com la constant de proporcionalitat entre la càrrega i la força, altrament dit, la força per unitat de càrrega:
{\displaystyle \mathbf {E} ={\frac {\mathbf {F} }{q}}}
on
F és la força elèctrica donada per la Llei de Coulomb,
q és la càrrega d'una "càrrega de prova",
Cal ressaltar que aquesta equació només és certa en el cas de la electroestàtica, és a dir, quan cap de les partícules estudiades es mou (no hi ha moviment relatiu entre elles). En el cas general on les càrregues no són fixes les partícules experimenten la força de Lorentz:
{\displaystyle \mathbf {F} =q(\mathbf {E} +\mathbf {v} \times \mathbf {B} )}
on v és la velocitat de la partícula expressada com un vector, x és l'operador del producte vectorial i B és el camp magnètic creat pel fet que la càrrega està en moviment.

## La llei de Coulomb
El camp elèctric que envolta una càrrega puntual és determinat per la llei de Coulomb:
{\displaystyle \mathbf {E} ={\frac {1}{4\pi \varepsilon _{0}}}{\frac {Q}{r^{2}}}{\hat {r}}}
on
Q és la càrrega de la partícula que crea el camp elèctric
r és la distància entre la partícula amb càrrega Q i el punt d'avaluació de la E del camp
{\displaystyle {\hat {r}}} és el vector unitari que apunta de la partícula amb càrrega Q al punt d'avaluació E del camp,
{\displaystyle \varepsilon _{0}} és la permitivitat al buit.
La llei de Coulomb és actualment un cas especial de la llei de Gauss, una descripció més fonamental de la relació entre la distribució de la càrrega elèctrica a l'espai i el camp elèctric que en resulta. La llei de Gauss és una de les equacions de Maxwell, un conjunt de quatre lleis que regeixen l'electromagnetisme.

## Descripció del camp elèctric
Matemàticament, un camp es descriu mitjançant dues de les seves propietats: la seva divergència i el seu rotacional. L'equació que descriu la divergència del camp elèctric es coneix com a llei de Gauss i la del seu rotacional és la llei de Faraday.

### Llei de Gauss
Per conèixer una de les propietats del camp elèctric s'estudia què passa amb el flux d'aquest en travessar una superfície gaussiana tancada, és a dir, una superfície tal que en cada tros infinitesimal de superfície estigui ben definida la seva orientació. El flux dun camp {\displaystyle \Phi } s'obté de la següent manera:

(8){\displaystyle \Phi _{E}=\oint _{S}{\vec {E}}\cdot {\text{d}}{\vec {a}}}

on {\displaystyle d{\vec {a}}} és el diferencial dàrea en direcció normal a la superfície. Aplicant l'equació (7) en (8) i analitzant el flux a través d'una superfície tancada es troba que:

(9){\displaystyle \oint _{S}{\vec {E}}\cdot {\text{d}}{\vec {a}}={\frac {1}{\epsilon _{0}}}Q_{enc}}

on {\displaystyle Q_{enc}} és la càrrega tancada en aquesta superfície. L'equació (9) és coneguda com la llei integral de Gauss i la seva forma derivada és:

(10){\displaystyle {\vec {\nabla }}\cdot {\vec {E}}={\frac {\rho }{\epsilon _{0}}}}

 on {\displaystyle \rho } és la densitat volumètrica de càrrega. Això indica que el camp elèctric divergeix cap a una distribució de càrrega; en altres paraules, que el camp elèctric comença en una càrrega i acaba en una altra.
Aquesta idea es pot visualitzar mitjançant el concepte de línies de camp. Si teniu una càrrega en un punt, el camp elèctric estaria dirigit cap a l'altra càrrega.

### Llei de Faraday
El 1821, Michael Faraday va realitzar una sèrie d'experiments que el van portar a determinar que els canvis temporals al camp magnètic indueixen un camp elèctric. Això es coneix com la llei de Faraday. La força electromotriu, definida com el rotacional a través d'un diferencial de línia està determinat per:

(11){\displaystyle {\mathcal {E}}=\oint {\vec {E}}\cdot {\text{d}}{\vec {\text{l}}}=-{\frac {d\Phi }{dt}}}

on el signe menys indica la Llei de Lenz i {\displaystyle \Phi } és el flux magnètic en una superfície, determinada per:

(12){\displaystyle \Phi =\int {\vec {B}}\cdot {\text{d}}{\vec {\text{a}}}}

reemplaçant (12) en (11) s'obté l'equació integral de la llei de Faraday:

(13){\displaystyle \oint {\vec {E}}\cdot {\text{d}}{\vec {\text{l}}}=-\int {\frac {d{\vec {B}}}{dt}}\cdot {\text{d}}{\vec {\text{a}}}}

Aplicant el teorema de Stokes es troba la forma diferencial:

(14){\displaystyle {\vec {\nabla }}\times {\vec {E}}=-{\frac {\partial {\vec {B}}}{\partial {\text{t}}}}}

L'equació (14) completa la descripció del camp elèctric, indicant que la variació temporal del camp magnètic indueix un camp elèctric.

## Propietats electroestàtiques

Il·lustració del camp elèctric envoltant una càrrega positiva (vermella) i una càrrega negativa (verda). (Imatge ampliada).

D'acord amb l'equació anterior, el camp elèctric depèn de la posició. El camp elèctric degut a una càrrega puntual disminueix proporcionalment al quadrat de la distància respecte a la càrrega.
Els camps elèctrics segueixen el principi de superposició. Si hi ha més d'una càrrega present, el camp elèctric total a cada punt és igual al vector suma dels respectius camps que cada objecte podria crear em absència dels altres.
{\displaystyle \mathbf {E} _{\rm {total}}=\sum _{i}\mathbf {E} _{i}=\mathbf {E} _{1}+\mathbf {E} _{2}+\mathbf {E} _{3}\ldots \,\!}
Si estenem aquest principi a un nombre infinit d'elements de càrrega infinitesimal, en resulta la següent fórmula:
{\displaystyle \mathbf {E} ={\frac {1}{4\pi \varepsilon _{0}}}\int {\frac {\rho }{r^{2}}}{\hat {r}}\,\mathrm {d} V}
on
{\displaystyle \rho } és la densitat de càrrega, o la quantitat de càrrega per unitat de volum.
El camp elèctric a un punt és igual al gradient negatiu del potencial elèctric que hi ha al punt:
{\displaystyle \mathbf {E} =-\mathbf {\nabla } \phi }
on
{\displaystyle \phi (x,y,z)} és el camp escalar que representa el potencial elèctric a un punt donat.
Si diverses càrregues distribuïdes a l'espai generen un potencial elèctric, per exemple a un sòlid, també es pot definir un gradient de camp elèctric.
Considerant la permitivitat {\displaystyle \varepsilon } d'un material, que pot ser diferent de la permitivitat al buit {\displaystyle \varepsilon _{0}}, el desplaçament elèctric és:
{\displaystyle {\vec {D}}=\varepsilon {\vec {E}}}

## Expressions del camp elèctric

### Camp electroestàtic (càrregues en repòs)
Un cas especial del camp elèctric és el denominat electroestàtic. Un camp electroestàtic no depèn del temps, és a dir, és estacionari. Per a aquest tipus de camps la Llei de Gauss encara té validesa pel fet que aquesta no té cap consideració temporal, però, la Llei de Faraday ha de ser modificada. Si el camp és estacionari, la part dreta de l'equació (13) i (14) no té sentit, per la qual cosa s'anul·la:

(15){\displaystyle {\vec {\nabla }}\times {\vec {E}}=0}

Aquesta equació juntament amb (10) defineixen un camp electroestàtic. A més, pel càlcul diferencial, se sap que un camp el rotacional del qual és zero pot ser descrit mitjançant el gradient d'una funció escalar {\displaystyle V}, coneguda com a potencial elèctric:

(16){\displaystyle {\vec {E}}=-{\vec {\nabla }}V}

La importància de (15) radica que pel fet que el rotacional del camp elèctric és zero, es pot aplicar el principi de superposició a aquest tipus de camps. Per a diverses càrregues, el camp elèctric es defineix com la suma vectorial dels seus camps individuals:

(17){\displaystyle {\vec {E}}={\vec {E}}_{1}+{\vec {E}}_{2}+{\vec {E}}_{3}+...}

llavors

(18){\displaystyle {\vec {\nabla }}\times {\vec {E}}={\vec {\nabla }}\times ({\vec {E}}_{1}+{\vec {E}}_{2}+{\vec {E}}_{3}+\dots )=({\vec {\nabla }}\times {\vec {E}}_{1})+({\vec {\nabla }}\times {\vec {E}}_{2})+({\vec {\nabla }}\times {\vec {E}}_{3})+\dots =0}

### Línies de camp

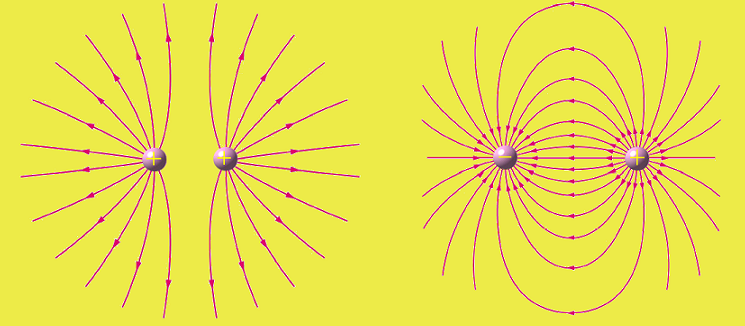
Línies de camp elèctric corresponents a càrregues iguals i oposades, respectivament.

Un camp elèctric estàtic pot ser representat geomètricament amb línies tals que en cada punt el camp vectorial sigui tangent a aquestes línies, a aquestes línies se les coneix com a "línies de camp". Matemàticament, les línies de camp són les corbes integrals del camp vectorial. Les línies de camp s'utilitzen per crear una representació gràfica del camp, i poden ser tantes com calgui visualitzar.
Les línies de camp són línies perpendiculars a la superfície del cos, de manera que la seva tangent geomètrica en un punt coincideix amb la direcció del camp en aquest punt. Això és una conseqüència directa de la llei de Gauss, és a dir, la major variació direccional al camp es dirigeix perpendicularment a la càrrega. En unir els punts en què el camp elèctric és d'igual magnitud, s'obté el que es coneix com a superfícies equipotencials, són aquelles on el potencial té el mateix valor numèric. En el cas estàtic en ser el camp elèctric un camp irrotacional les línies de camp mai seran tancades (cosa que sí que pot succeir en el cas dinàmic, on el rotacional del camp elèctric és igual a la variació temporal del camp magnètic canviada de signe, per tant, una línia de camp elèctric tancat requereix un camp magnètic variable, cosa impossible en el cas estàtic).
En el cas dinàmic es poden definir igualment les línies només que el patró de línies variarà d'un instant a un altre del temps, és a dir, les línies de camp igual que les càrregues seran mòbils.

### Camp electrodinàmic (moviment uniforme)
El camp elèctric creat per una càrrega puntual presenta isotropia espacial, en canvi, el camp creat per una càrrega en moviment té un camp més intens en el pla perpendicular a la velocitat d'acord amb les prediccions de la teoria de la relativitat. Això succeeix perquè per a un observador en repòs respecte a una càrrega que es mou amb velocitat uniforme la distància en la direcció del moviment de la càrrega seran menors que les mesures per un observador en repòs respecte a la càrrega, per efecte de la contracció de Lorentz, suposant que la càrrega es mou al llarg de l'eix X d'observador tindríem la següent relació de coordenades entre el que es mesura per l'observador en moviment respecte a la càrrega {\displaystyle \scriptstyle ({\bar {x}},{\bar {y}},{\bar {z}})} i l'observador en repòs respecte a la càrrega {\displaystyle \scriptstyle (x,y,z)}:

{\displaystyle {\bar {x}}={\frac {x-Vt}{\sqrt {1-{\frac {V^{2}}{c^{2}}}}}},\quad {\bar {y}}=y,\quad {\bar {z}}=z}

Sent V la velocitat de la càrrega respecte a l'observador, així la distància efectiva a la càrrega mesurada per l'observador en moviment respecte a la càrrega complirà que:

{\displaystyle {\bar {r}}^{2}={\frac {(x-Vt)^{2}+(1-{\frac {V^{2}}{c^{2}}})(y^{2}+z^{2})}{1-{\frac {V^{2}}{c^{2}}}}}}

I per tant el camp elèctric mesurat per un observador en moviment respecte a la càrrega serà:

(19){\displaystyle \mathbf {E} ={\frac {1}{4\pi \epsilon _{0}}}{\frac {q}{\|{\bar {r}}\|^{3}}}{\bar {\mathbf {r} }}={\frac {1}{4\pi \epsilon _{0}}}{\frac {q\left(1-{\frac {V^{2}}{c^{2}}}\right)}{r^{3}\left(1-{\frac {V^{2}}{c^{2}}}\sin ^{2}\theta \right)^{3/2}}}\mathbf {r} }

On {\displaystyle \scriptstyle \theta } és l'angle format pel vector de posició del punt on es mesura el camp (respecte a la càrrega) i la velocitat del moviment. D'aquesta última expressió s'observa que si es considera una esfera de ràdio 'r' al voltant de la càrrega el camp és més intens a l'equador, prenent com a pols nord i sud la intersecció de l'esfera amb la trajectòria de la partícula, es pot veure que el camp sobre l'esfera varia entre un màxim {\displaystyle \scriptstyle E_{\bot }} i un mínim {\displaystyle \scriptstyle E_{\|}} donats per:

(20){\displaystyle E_{\|}={\frac {1}{4\pi \epsilon _{0}}}{\frac {q\left(1-{\frac {V^{2}}{c^{2}}}\right)}{r^{2}}},\qquad E_{\bot }={\frac {1}{4\pi \epsilon _{0}}}{\frac {q}{r^{2}{\sqrt {1-{\frac {V^{2}}{c^{2}}}}}}}}

Aquesta pèrdua de simetria esfèrica és poc notòria per a velocitats petites comparades amb la velocitat de la llum i es fa molt marcada a velocitats properes a la llum.

### Camp electrodinàmic (moviment accelerat)
El camp d'una càrrega en moviment respecte a un observador es complica notablement respecte al cas de moviment uniforme si a més d'un moviment relatiu la càrrega presenta un moviment accelerat respecte a un observador inercial. A partir dels potencials de Lienard-Wiechert s'obté que el camp creat per una càrrega en moviment ve donat per:

(21){\displaystyle \mathbf {E} ={\frac {1}{4\pi \epsilon }}\left[{\frac {q(1-{\frac {v^{2}}{c^{2}}})}{(r-{\frac {\mathbf {r} \cdot \mathbf {v} }{c}})^{3}}}(\mathbf {r} -{\frac {\mathbf {v} }{c}}r)+{\frac {q}{c^{2}(R-{\frac {\mathbf {r} \cdot \mathbf {v} }{c}})^{3}}}\left[\mathbf {r} \times \left((\mathbf {r} -{\frac {\mathbf {v} }{c}}r)\times {\dot {\mathbf {v} }}\right)\right]\right]}

El primer membre només depèn de la velocitat i coincideix amb el camp elèctric provocat per una càrrega en moviment uniforme, a grans distàncies varia segons una llei de la inversa del quadrat 1/R2 i, per tant, no suposa emissió d'energia; el segon membre depèn de l'acceleració {\displaystyle {\dot {\mathbf {v} }}} i té una variació 1/R que representa la intensitat decreixent d'una ona esfèrica de radiació electromagnètica, ja que les càrregues en moviment accelerat emeten radiació.

## Energia del camp elèctric
El camp elèctric és un dipòsit d'energia. La densitat d'energia d'un camp elèctric vindrà donada per:
{\displaystyle u={\frac {1}{2}}\varepsilon |\mathbf {E} |^{2}}
on
{\displaystyle \varepsilon } és la permitivitat del medi on hi ha el camp elèctric
{\displaystyle \mathbf {E} } és el vector de camp elèctric.
Per tant, l'energia total emmagatzemada en un determinat volum V d'un camp elèctric serà:
{\displaystyle \int _{V}{\frac {1}{2}}\varepsilon |\mathbf {E} |^{2}\,\mathrm {d} V}
on
{\displaystyle \mathrm {d} V} és un element diferencial de volum.

## Analogia entre el camp electroestàtic i la gravetat
La llei de Coulomb que descriu la interacció entre les càrregues elèctriques:
{\displaystyle \mathbf {F} ={\frac {1}{4\pi \varepsilon _{0}}}{\frac {Qq}{r^{2}}}{\hat {r}}=q\mathbf {E} }
és similar a la llei de la gravitació universal de Newton:
{\displaystyle \mathbf {F} =G{\frac {Mm}{r^{2}}}{\hat {r}}=m\mathbf {g} }
Això suggereix que hi ha similituds entre el camp elèctric {\displaystyle E} i el camp gravitatori {\displaystyle g}, això fa que de vegades la massa rebi el nom de càrrega gravitacional.
Similituds entre les forces electroestàtiques i gravitacionals:
1. Ambdues actuen al buit
2. Ambdues són centralitzades i conservatives.
3. Ambdues segueixen la llei de la inversa del quadrat (ambdues són inversament proporcionals al quadrat de r).
4. Ambdues es propaguen a la velocitat finita c.

Diferències entre les forces electroestàtiques i gravitacionals:
1. Les forces electroestàtiques són molt més grans que les gravitacionals (al voltant de 1036 vegades).
2. Les forces gravitacionals són sempre atractives, mentre les elèctriques poden ser atractives o repulsives.
3. Les forces gravitacionals són independents del medi, en canvi les electroestàtiques en depenen. Això és degut al fet que el medi conté càrregues; el moviment ràpid de les càrregues, com a resposta a un camp electromagnètic extern, produeix un gran camp electromagnètic secundari que cal tenir en consideració. Mentre el moviment lent de les masses ordinàries, en resposta a un camp gravitacional canviant produeix un camp gravimagnètic extremadament feble que pot ser negligible en molts casos (excepte quan una massa es mou a velocitats properes a les de la llum).

## Camps canviants al llarg del temps
Les càrregues no tan sols produeixen camps elèctrics. Quan es mouen generen camps magnètics, i si els camps magnètics canvien es generen camps elèctrics. Aquest camp elèctric secundari pot ser mesurat utilitzant la llei de Faraday de la inducció,
{\displaystyle \mathbf {\nabla } \times \mathbf {E} =-{\frac {\partial \mathbf {B} }{\partial t}}}
on
{\displaystyle \mathbf {\nabla } \times \mathbf {E} } indica el rotacional del camp elèctric,
{\displaystyle -{\frac {\partial \mathbf {B} }{\partial t}}} representa el vector que indica la taxa de decrement de la densitat del flux magnètic amb el temps.
Això significa que un camp magnètic que canvia al llarg del temps produeix un camp elèctric rotacional, que és possible que també canviï al llarg del temps. La situació a la qual un camp elèctric o magnètic canvia al llarg del temps ja no és una situació electroestàtica sinó electrodinàmica o electromagnètica.